# Softonic
Softonic es una plataforma de descarga de software que distribuye, categoriza y evalúa programas para Windows, Android y Mac en todo el mundo. La plataforma se fundó en Barcelona, Cataluña, España en junio de 1997.

## Historia

### Orígenes y desarrollo
En 1997, Tomás Diago creó un servicio de descarga orientado a archivos llamado Shareware Intercom en Intercom Online como parte de su tesis universitaria.Los archivos provenían de la «Biblioteca de Archivos Intercom BBS» en Intercom Online, mediante un «proceso semiautomatizado de 5 pasos». La empresa también ofrecía CD mensuales de su biblioteca de software. En 2000, la empresa se independizó con el nombre de Softonic.
La empresa tuvo un rápido crecimiento y, en el año 2004, comenzó la traducción a diferentes idiomas, como el alemán y el inglés. Actualmente, la plataforma está disponible en 18 idiomas.
En 2007, se introdujeron nuevos formatos de publicidad y, en 2010, Softonic triplicó sus ganancias hasta alcanzar los 15 millones de euros, consiguió 100 millones de usuarios mensuales y publicó artículos diarios sobre tecnología, juegos y cultura popular. Inicialmente, el servicio estaba orientado sólo a descargas de software para DOS y Windows, pero con el tiempo dispuso de descargas de software para Mac y plataformas para móviles (iOS y Android).

### Transición y expansión
En 2013, Partners Group adquirió el 30% de las acciones, pagando más de 82 millones de euros. Sin embargo, con la cambiante situación financiera mundial y los cambios de política de Google en 2014, Softonic sufrió una recesión empresarial que disminuyó significativamente sus actividades comerciales operativas. Al año siguiente, el cofundador de Download.com, Scott Arpajian, fue nombrado director general en sustitución del fundador Tomás Diago. Se llevaron a cabo cambios de política para mejorar la experiencia del cliente.
Arpajian dijo que cerrar Softonic Downloader era una de las primeras cosas que había hecho cuando se hizo cargo de la empresa en febrero de 2015, y que tenía la intención de recuperar la confianza de los usuarios de la página web.
En octubre de 2019, Softonic adquirió Ghacks, un blog de tecnología centrado en el navegador web, consejos, software, guías y críticas. El fundador y editor de la página web, Martin Brinkmann, junto con todos los escritores, permanecieron a bordo con pleno control editorial sobre el contenido. La adquisición permitió a Ghacks.net mantener su calidad e independencia editorial, mientras que Softonic se hizo cargo de las tareas administrativas, como la gestión del dominio, el alojamiento, la publicidad y las comunicaciones con los socios.
En 2020, durante la crisis pandémica mundial, la empresa lanzó rev-amp, una tecnología para los editores destinada a aumentar sus ingresos publicitarios.

### Crecimiento sostenible
En 2021, Fiona Garvey fue nombrada directora general de Softonic, una plataforma de software líder con sede en España. Bajo su liderazgo, Softonic se centró en la experiencia del usuario, la diversificación empresarial y el crecimiento. Desde que se incorporó a Softonic en 2012 y se convirtió en su directora general en 2020, Garvey ha puesto en marcha varias políticas para promover la inclusividad y diversidad. También permitió a los empleados trabajar desde cualquier lugar durante el verano, lo que aumentó la productividad y los ingresos de Softonic.
En 2022, la empresa logró un crecimiento anual de los ingresos del 34%, alcanzando más de 26 millones de euros. Fiona Garvey, CEO de Softonic, atribuyó el éxito a la diversificación y consolidación del modelo de negocio de la empresa, las inversiones estratégicas en personal, la tecnología y el desarrollo de productos.
En 2024, Softonic adquirió Appvizer, una plataforma de recomendación de software B2B, expandiéndose en el mercado de asesoramiento de software B2B. Appvizer, conocida por sus algoritmos de recomendación y clientes como Factorial, Monday.com y Salesforce, atrae a 2 millones de usuarios profesionales al mes. La adquisición contó con el asesoramiento de Wave Partners Ltd y La Tour International.

## Controversias sobre Adware
Durante el período de mayor relevancia de Softonic, alrededor de 2010, la plataforma fue objeto de críticas por su práctica de incluir adware en las descargas de programas. Los usuarios descargaban software a través del Softonic Downloader, que a menudo insistía en la instalación de programas no relacionados, lo que requería una atención considerable por parte del usuario para evitar la instalación de programas adicionales no deseados.
Esta situación se aprovechaba del desconocimiento de muchos usuarios, quienes, en lugar de acceder a las páginas oficiales de los programas, optaban por pasar por un intermediario innecesario. Como resultado de estas prácticas, Softonic adquirió una mala reputación entre su base de usuarios.

## Visión general

### Modelo de negocio
La empresa cuenta actualmente con tres productos principales:
- Softonic.com es una plataforma de distribución de software, que ofrece inspiración, orientación y alternativas para satisfacer diversas necesidades de software.
- Appvizer es una plataforma de recomendación de software B2B.
- GHacks es una página de noticias tecnológicas famosa que se centra en el navegador web, consejos, software, guías y críticas.

### Marcas blancas
Softonic se asocia con otras plataformas para gestionar sus ecosistemas:
- Filehorse.com es una página web de descarga de software que ofrece una amplia selección de aplicaciones freeware y shareware para sistemas operativos Windows y Mac.
- DigitalTrends.com es una página web de noticias tecnológicas sobre electrónica de consumo, informática, entretenimiento y tecnologías emergentes, que ofrece noticias actualizadas, críticas y artículos sobre las últimas tendencias e innovaciones tecnológica.
- Download.com es un directorio de descargas de Internet lanzado en 1996 como parte de CNET, que atrae a millones de visitantes cada año.